# Flandern-Rundfahrt 1972
Die Flandern-Rundfahrt 1972 war die 56. Austragung der Flandern-Rundfahrt, eines eintägigen Straßenradrennens. Es wurde am 9. April 1972 über eine Distanz von 250 km ausgetragen.
Das Rennen wurde von Eric Leman vor André Dierickx und Frans Verbeeck gewonnen.

## Teilnehmende Mannschaften
| Profi-Radsportteams (15)- BiC - Goldor-IJsboerke - Van Cauter-Magniflex-de Gribaldy - Watney-Avia - Beaulieu-Flandria - Ferretti - Dreher - Sonolor - Peugeot-BP-Michelin - Salvarani - Gan-Mercier-Hutchinson - Scic - Rokado-Colders - Goudsmit-Hoff - Hertekamp |
| |

## Ergebnis
|    | Fahrer              | Team                             | Zeit       |
| -- | ------------------- | -------------------------------- | ---------- |
| 1  | Eric Leman          | Bic                              | 6h 04' 30" |
| 2  | André Dierickx      | Flandria-Beaulieu                | gl. Zeit   |
| 3  | Frans Verbeeck      | Watney-Avia                      | gl. Zeit   |
| 4  | Willy De Geest      | Van Cauter-Magniflex-de Gribaldy | gl. Zeit   |
| 5  | Roger Rosiers       | Bic                              | gl. Zeit   |
| 6  | Roger Swerts        | Molteni                          | gl. Zeit   |
| 7  | Eddy Merckx         | Molteni                          | gl. Zeit   |
| 8  | Alain Santy         | Bic                              | + 20"      |
| 9  | Herman Van Springel | Molteni                          | gl. Zeit   |
| 10 | Willy Planckaert    | Goldor-IJsboerke                 | gl. Zeit   |